# حروب باي بال (كتاب)
كتاب حروب باي بال: معارك مع إيباي، ووسائل الإعلام، والمافيا، وبقية كوكب الأرض (بالانجليزيةThe باي بال Wars: Battles with eBay, the Media, the Mafia, and the Rest of Planet Earth 2004) هو كتاب من تأليف إريك إم جاكسون، المدير التنفيذي السابق للتسويق لشركة باي بال صدر عام 2004

## وصف الكتاب
تتحدث قصة كتاب حروب باي بال من وجهة نظر المطلعين على الأشخاص والأحداث التي ساعدت في إنشاء الشركة واستحواذ إيباي عليها في عام 2002. يروي الكتاب اشتباكات باي بال مع المحامين والمنظمين والمافيا. كما يوفر معلومات أساسية عن معارك شركة باي بال مع نظام مدفوعات جوجل تشك أوت. بدأ العديد من موظفي شركة باي بال المؤسسين تأسيس شركات أصبحت من الشركات الكبرى عالميا مثل LinkedIn وTesla Motors وYouTube وموقع ييلب.  حيث سيُعرفون لاحقا باسم باي بال مافيا.
خلال الفترة 1999-2003 التي كانت باي بال تعمل فيها بوتيرة لا تصدق، تراجعت شركات كبيرة مثل Billpoint و C2it و dotBank وغيرها من المنافسين. وفقًا للكاتب، يمكن القول إن هذا يرجع إلى «العمليات الذكية» التي تتبعها باي بال، وعندما «تم دمجها مع موظفين موهوبين تم تشجيعهم على التفكير بجرأة» «تمت ترجمتها إلى ميزة تنافسية». فمقارنة بالتقدم «الهائل» لـ إيباي، يقترح إريك أن «ثقافة إيباي أعاقت قدرتها على التنافس مع باي بال». أدى الإدمان على الإجماع، والافتقار إلى الملكية والتفكير الجماعي للشركات إلى خنق النمو وتضاعف المخاطر، وقد يجادل المرء في نهاية المطاف في قتل منافسي باي بال. كانت ثقافة السرعة واضحة على جميع مستويات الشركة.

## آراء حول الكتاب
تلقت كتاب حروب باي بال جوائز وشهرة لأسلوب كتابتها وسردها الشخصي. حصل على جوائز Writers Notes Book كأفضل كتاب أعمال لعام 2005. وقالت صحيفة واشنطن تايمز إن الكتاب «قصة ممتعه من الداخل». ونحدثت مجلة ريزون إنها «تشبه رواية الجاسوسية». قالت محطة Tech Central Station «من النادر أن يكون كتاب الأعمال بمثابة أداة تقليب الصفحات، لكن حرب باي بال هي كذلك.»  قال توم بيترز إن كتاب حروب باي بال «تقدم أفضل وصف لـ» إستراتيجية العمل «التي تتكشف في عالم يتغير بسرعة كبيرة».